# Idioma ghanongga
Ghanongga, o Ganoqa, es una Lengua oceánica hablada por unas 2.500 personas en la mitad norte de la isla Ranongga, Islas Salomón.